# Cepola haastii
Cepola haastii es una especie de peces de la familia Cepolidae en el orden de los Perciformes.

## Distribución geográfica
Es un endemismo de Nueva Zelanda.